# František Vladislav Hek
František Vladislav Hek (11. dubna 1769 Dobruška – 4. září 1847 Kyšperk) byl český vlastenec, národní buditel, spisovatel, publicista a skladatel. Spisovatel Alois Jirásek použil jeho autobiografii jako předobraz hlavního hrdiny svého románu F. L. Věk.

## Život
František Hek byl synem Josefa Heka (1726–1795), obchodníka z Dobrušky, a jeho ženy Kateřiny, rozené Javůrkové (asi 1727–1802). Základní školu začal navštěvovat v Dobrušce, ale dokončil ji roku 1782 v Praze, kde žil od roku 1779. Poté v Praze studoval na piaristickém gymnáziu. V této době také navázal první kontakty se skupinkou českých vlastenců.
V polovině osmdesátých let se vrátil do Dobrušky, protože musel převzít kupecký obchod svého otce, v němž kromě prodeje zboží denní potřeby půjčoval i české noviny a knihy. Později zde zřídil i externí pobočku Krameriova vydavatelství Česká expedice. Do roku 1806 shromáždil přes 3 284 svazků, obsahující mj. filosofická, přírodovědná a historická díla. Snažil se o vznik českého divadelního představení, ale tento plán mu nebyl opočenskou vrchností povolen. I když se František Vladislav Hek zapsal do dějin jako příkladný český vlastenec, o složitosti doby svědčí fakt, že dopisy svému synovi psal německy.
Dne 18. ledna 1792 se oženil s Marií Annou, rozenou Ježkovou (1773–1821). Dne 9. května 1806 jeho dobře prosperující obchod při velkém požáru města vyhořel. Téhož roku v Dobrušce začal působit kaplan Josef Liboslav Ziegler, který se Hekovi stal dlouholetým přítelem a vlasteneckým spolupracovníkem. Roku 1821, po smrti své ženy (2. června 1821) prodal zbytky svého majetku v dražbě a odešel z Dobrušky. Od konce roku 1840 působil v saském Herrnhutu (Ochranově), kde pomáhal potomkům bratrských exulantů s překladem česky psaných listin do němčiny. Od podzimu roku 1841 strávil poslední léta svého života u svého syna Františka Adama (1794–1843) ve Vratislavi a u své provdané dcery Ludmily Šotolovské (1802–1879) v Kyšperku (dnešní Letohrad), kde v čísle popisném 147 dne 4. září 1847 zemřel.

### Hrob Františka Vladislava Heka

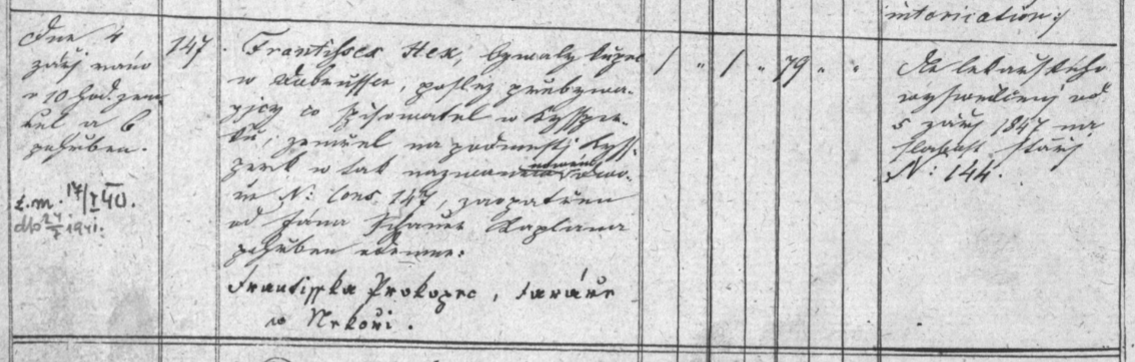
Matriční záznam o úmrtí Františka Vladislava Heka

František Vladislav Hek byl pohřben 6. září 1847 na tehdy nově zbudovaném hřbitově za městem, pod Kopečkem, nedaleko kaple sv. Jana Nepomuckého. Jednalo se o jeden z prvních (druhý, či třetí) pohřbů na tomto hřbitově. Hekův hrob byl nedaleko od vstupu na hřbitov, označený jednoduchým kamenem a prostým kovovým křížem. Poté, co v roce 1850 Hekovi potomci (dcera Ludmila s rodinou) natrvalo odešli z Kyšperku, nikdo se o hrob nestaral a ten chátral. V roce 1895 hrobové místo, kde byl F. V. Hek pohřben, koupila rodina Mattlova, bydlící v čp. 147, kde F. V. Hek skonal. O původní hrob se noví majitelé nestarali a v roce 1902 jej poprvé užili pro sebe, když v něm našla místo posledního odpočinku Aninka Mattlová (1899–1902).

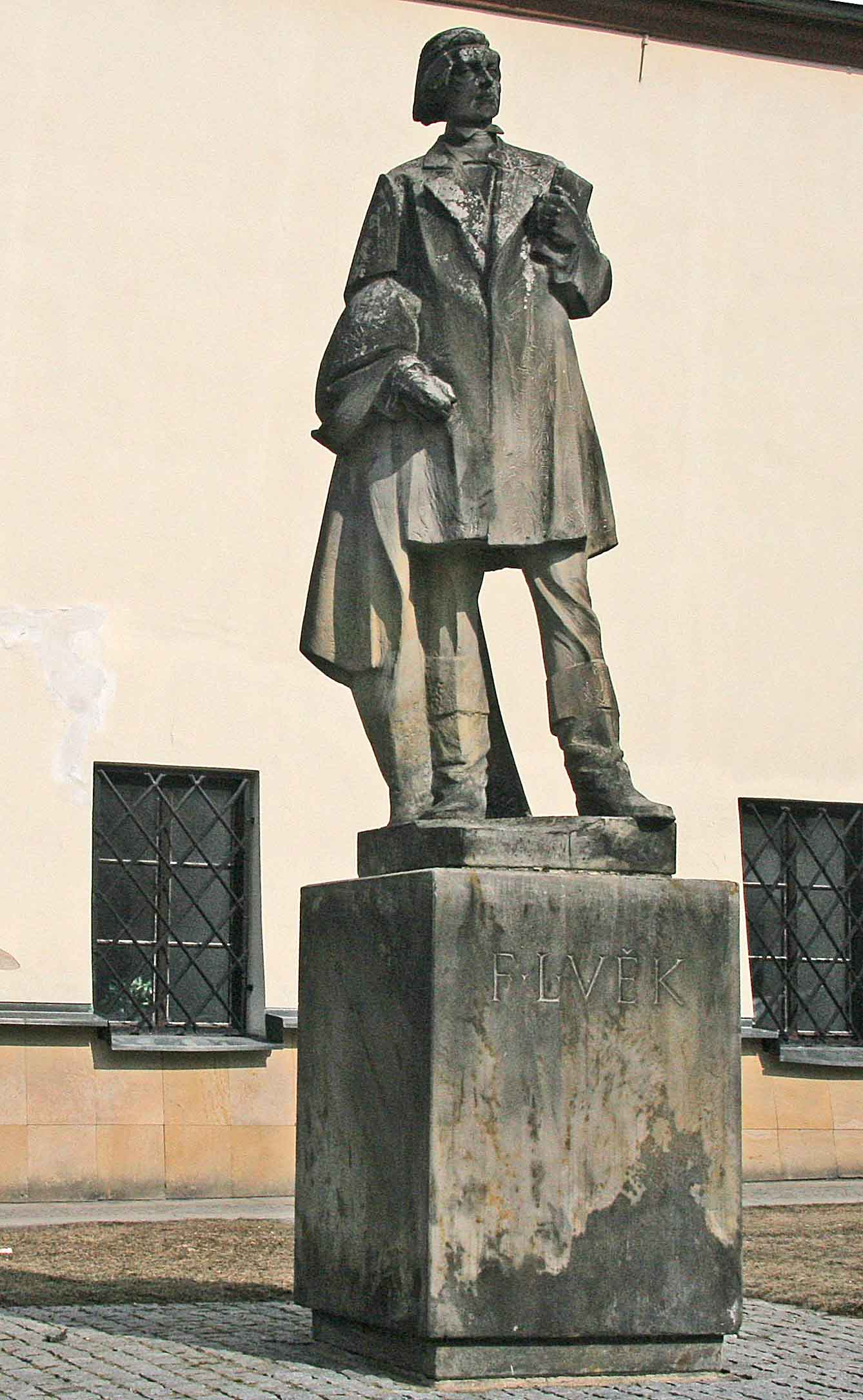
Pomník Františka Vladislava Heka v Dobrušce

Přestože na sklonku 19. a především v prvních desetiletích 20. století začal nejen literární historiky poutat životní příběh F. V. Heka, jeho hrob upadl v zapomnění. V roce 1924 se toto pokusily zvrátit dva kyšperské spolky, místní odbor Klubu československých turistů a Okrašlovací spolek, nikoli však snahou o obnovu původního hrobu na hřbitově pod Kopečkem, ale realizací symbolického hrobu na západní straně zvonice u kostela sv. Václava, tedy na původním kyšperském hřbitově, kde Hekův hrob nikdy nebyl. Dne 24. září 1924 zde byl jmenovanými spolky slavnostně odhalen pomník s nápisem:
| „ | Zde odpočívá F. Vl. Hek, spisovatel a národní buditel, - 1769 †1847 | “ |

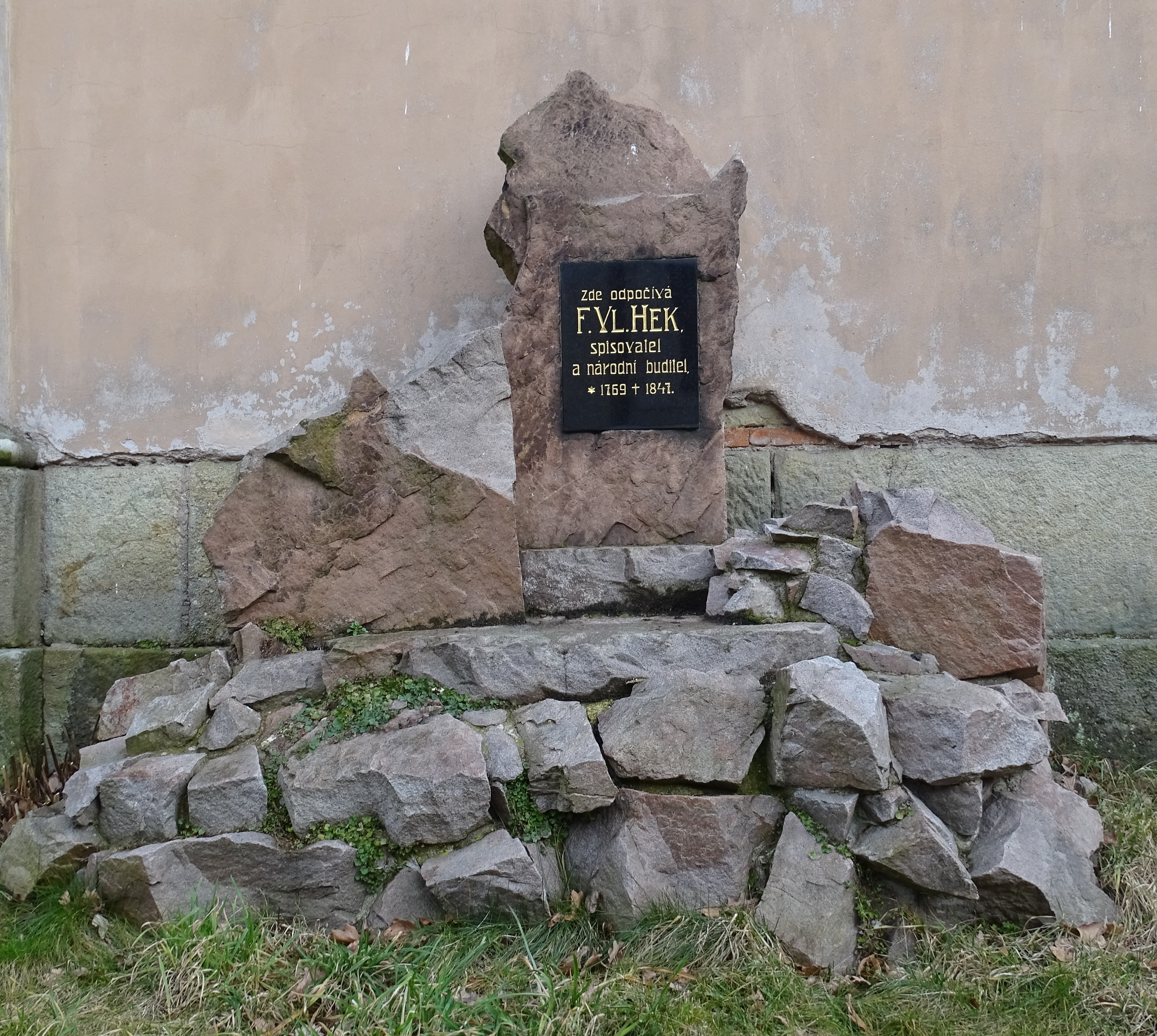
Pamětní deska u kostela sv. Václava v Letohradu

Byť z nápisu na desce lze usuzovat, že pod ní byly ze zrušeného hrobu přeneseny Hekovy kosterní ostatky (jak některá ze starší literatury uvádí), opak je pravdou. Tento Hekův hrob je symbolický a jak v roce 1975 ironicky poznamenal jeden z Hekových životopisců: Pamětní deska byla umístěna u zvonice spíše pro pohodlí turistů, když beztak původní hrob zanikl koncem 19. století.
Až do roku 2017 byl původní hrob Františka Vladislava Heka považován za neexistující. Na jeho místě stál hrob s náhrobní deskou a místem pro urny rodiny Mattlovy. Na počátku roku 2017 obec Letohrad rozhodla hrob obnovit. Došlo k tomu v červnu toho roku, když byl hrob rodiny Mattlovy odstraněn a nad místem Hekova posledního odpočinku vznikl nový náhrobek ve tvaru rozevřené knihy s nápisem:
| „ | František Vladislav *11. 4. 1769 v Dobrušce †4. 9. 1847 v Kyšperku / Letohradě český vlastenec, národní buditel, spisovatel a skladatel, románová postava F. L. Věka – zfilmovaného díla spisovatele Aloise Jiráska | “ |

## Dílo
Většina literárního díla spadá do počátku devatenáctého století. Jeho nejvlastnějším prostředkem byla tvorba satirických básní tzv. epigramů. Proto bývá nazýván „prvním novočeským satirikem“. Jeho epigramy se objevily již v Puchmajerových almanaších (např. báseň Skrbec o lakotě). Roku 1820 uveřejnil své nejznámější dílo Veliký pátek, ve kterém ostře kritizoval dobrušské maloměstské poměry. Příkladem této kritiky je například epigram s názvem Čím větší vůl, tím více titulů. Za to byl žalován a souzen, což nakonec vedlo ke konfiskaci celého nákladu knihy. Významné je i jeho herrnhutské překladatelské dílo. Ze třicátých a čtyřicátých let také pochází řada Hekových hudebních skladeb.

### Hudba
- F. V. Hek: Missa pastoralis in C[11]

### Spisy
- HEK, František Vladislav a JAKUBEC, Jan, ed. Sebrané spisy Františka Vladislava Heka. I., Práce veršované. V Praze: nákladem České akademie císaře Františka Josefa pro vědy, slovesnost a umění, 1917. xxviii.; 148 s.

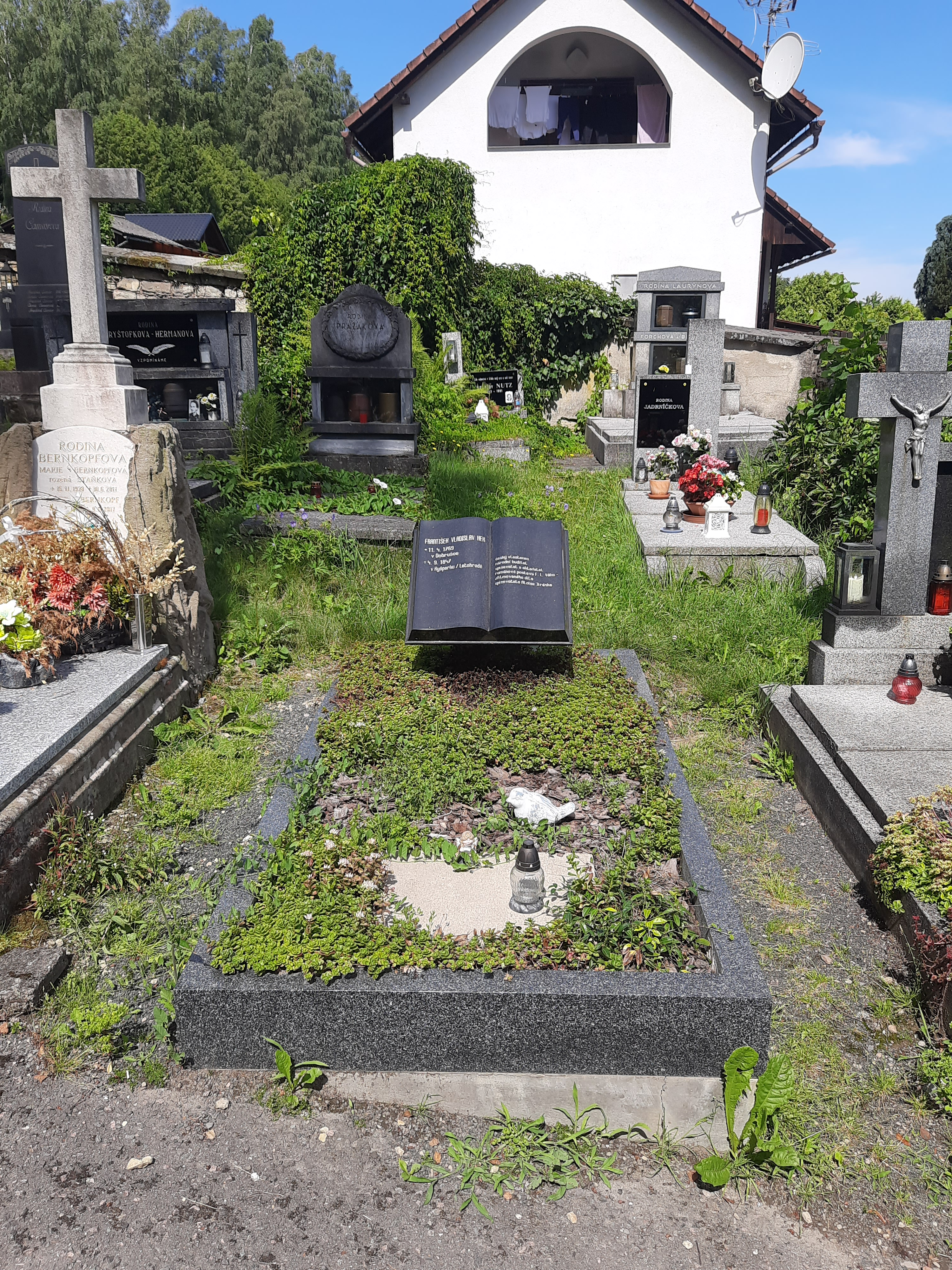
Hrob F. L. Heka na hřbitově v Letohradu

- HEK, František Vladislav a JAKUBEC, Jan, ed. Sebrané spisy Františka Vladislava Heka. II., Výbor z Hekových prací prosaických. V Praze: Česká akademie císaře Františka Josefa pro vědy, slovesnost a umění, 1923. 8, 267 s.
- HEK, František Vladislav a JAKUBEC, Jan, ed. Sebrané spisy Františka Vladislava Heka. III, Hekův vlastní životopis. Hekova činnost literární. V Praze: Nákladem České akademie věd a umění, 1924. vii, 314 s., [2] příl.
- HEK, František Vladislav a DOSTÁL, Josef, ed. F.V. Hek píše synovi. Překlad Josef Dostál. Praha: Václav Petr, 1940. 40 s.

## Odkaz
Jako spisovatel i hudebník je dnes Hek takřka neznámý. Hekův životopis se stal inspirací pro spisovatele Aloise Jiráska při psaní známého pětidílného románu F. L. Věk, který byl v roce 1971 zfilmován Československou televizí do televizního seriálu F. L. Věk režisérem Františkem Filipem s hercem Radoslavem Brzobohatým v titulní roli. Podobně jako v jiných svých literárních dílech se v něm Jirásek nesnažil o vytvoření historické studie, ale o zobrazení vlastní, dobově aktualizované představy českého národního obrození. To, že nejde o doslovné a historicky věrné postižení Hekova života, nýbrž o líčení stylizované a idealizované postavy s reáliemi na mnoha místech děje upravenými či zcela změněnými Jirásek vyjádřil mj. drobnou, ale významnou úpravou Hekova jména do podoby „Věk“.

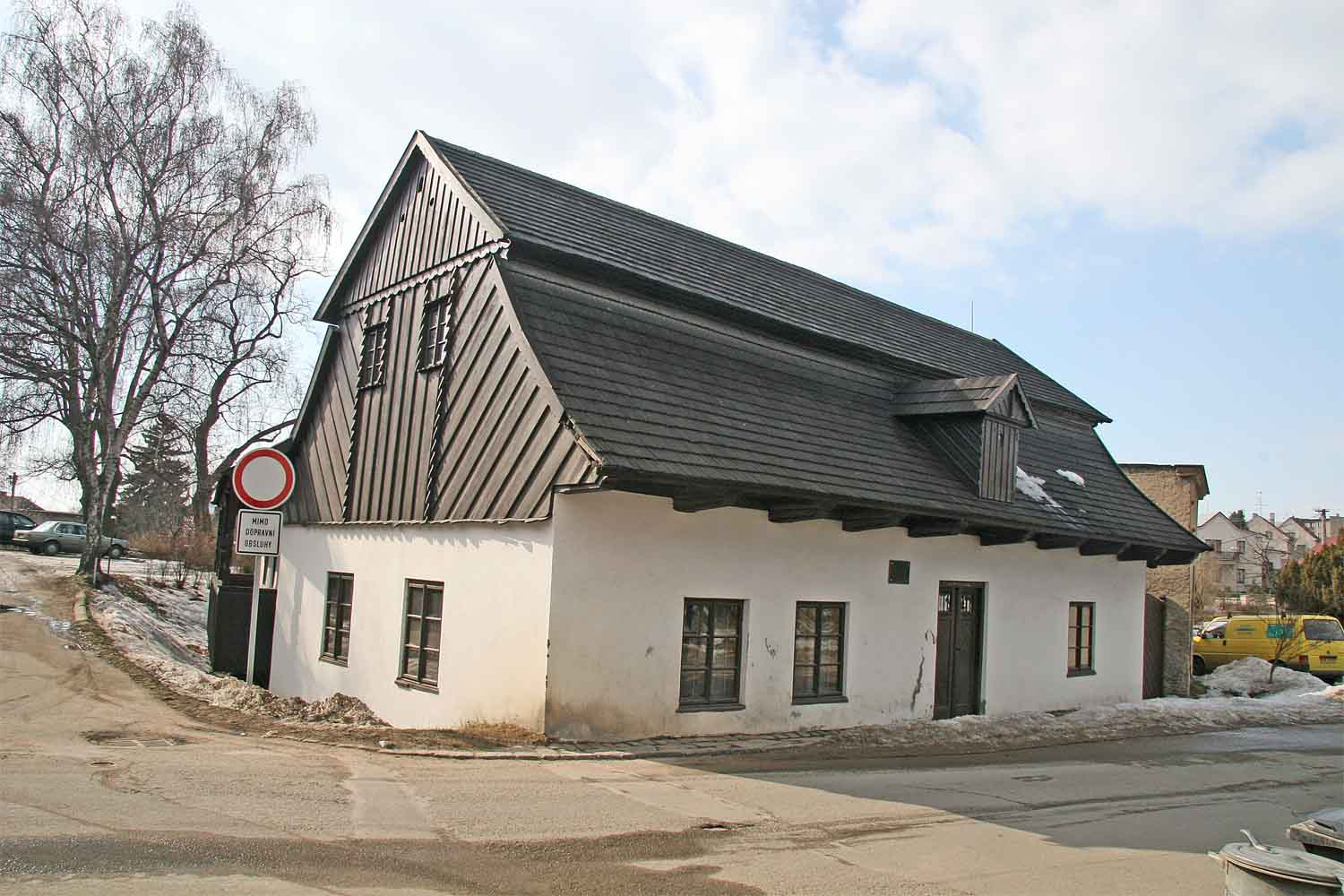
Rodný domek Františka Vladislava Heka v Dobrušce

### Rodný dům
Roku 1972 byla v rodném domku Františka Vladislava Heka otevřena historická expozice připomínající tuto historickou osobnost.